# Shekhar Kapur

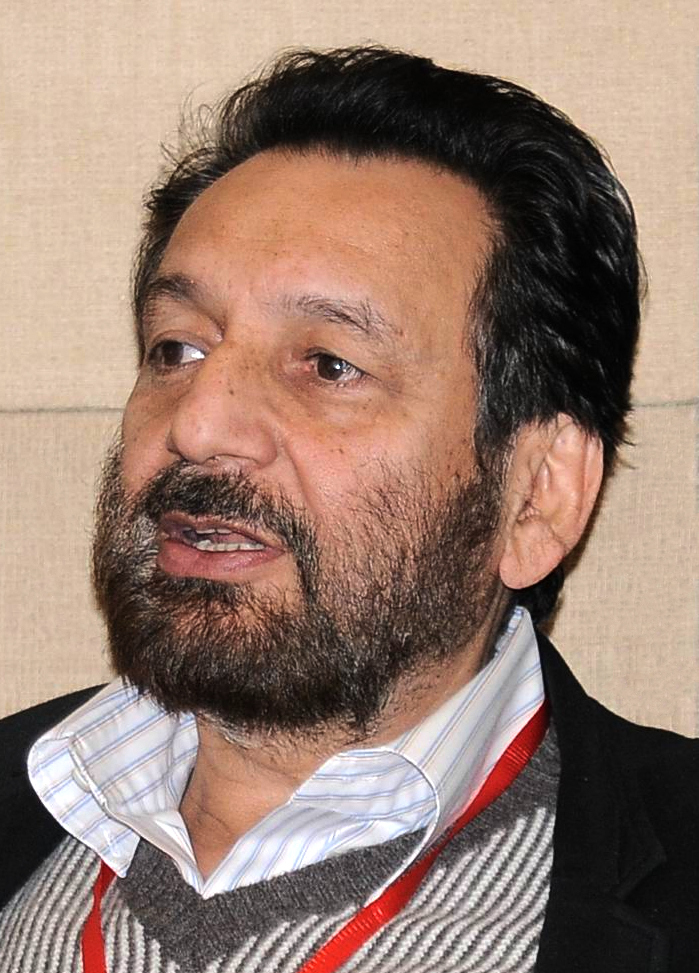
Shekhar Kapur im Dezember 2008

Shekhar Kapur (auch: Chandrasekhar Kapur; * 6. Dezember 1945 in Lahore) ist ein indischer Schauspieler und Filmregisseur und früheres Model. Kapur ist der erste erfolgreiche Regisseur aus der Hindi-Filmindustrie in Mumbai, der auch im britischen und US-amerikanischen Film preisgekrönte Filme schuf.

## Leben
Shekhar Kapur ging in Neu-Delhi zur Schule. Anfang der 1970er Jahre war er als Wirtschaftsprüfer (Chartered Accountant) und Unternehmensberater (Management Consultant) in London tätig, kehrte jedoch nach kurzer Zeit wieder nach Indien zurück.
Er hatte sein Filmdebüt als Schauspieler 1974 in Dev Anands Ishq Ishq Ishq. In den folgenden Jahren trat er aber nur gelegentlich in Filmen in Erscheinung. Er war Fashion-Model und drehte Werbefilme. Seit Mitte der 1980er Jahre arbeitete Kapur auch verstärkt für das Fernsehen. Für den britischen Sender Channel 4 moderierte er die Diskussionssendung On the Other Hand. Er trat als Darsteller in mehreren Hindi-Fernsehserien und -filmen auf, doch es gelang ihm nie der schauspielerische Durchbruch.
1982 hatte Kapur mit Masoom sein Regiedebüt. Das Ehedrama mit Naseeruddin Shah und Shabana Azmi in den Hauptrollen wurde mit kleinem Budget realisiert. Das Leben einer Familie mit zwei Töchtern gerät aus der Bahn, als sich herausstellt, dass der Mann einen außerehelichen Sohn hat. Ohne sein Wissen wurde der Sohn von dessen Mutter aufgezogen, die mittlerweile verstorben ist. Seine Frau akzeptiert letztendlich den Seitensprung und der Junge wird in die Familie aufgenommen.
Seinen zweiten Film, den „Curry-Western“ Joshilay, drehte Shekhar Kapur 1985. Er gab das Projekt jedoch auf, bevor es beendet war. Die 1989 veröffentlichte fertige Version des Films wurde dem Produzenten Sibte Hasan Rizvi zugeschrieben. Auch andere Hindi-Filmproduktionen Kapurs verzögerten sich, was ihm den Ruf eines ausufernden und langsamen Arbeitsstils einbrachte.
Mit Mr. India (1987) hatte Kapur seinen ersten großen Publikumserfolg. Der Film hat zahlreiche Spezialeffekte und mit dem blonden Diktator Mogambo, gespielt von Amrish Puri, einen der exotischsten Filmschurken des Hindi-Films. Er wird von einem einfachen Helden (Anil Kapoor) besiegt, der die Gabe hat, sich unsichtbar machen zu können.
Anfang der 1990er Jahre trat Shekhar Kapur als Schauspieler in künstlerisch anspruchsvollen Filmen von Govind Nihalani (Drishti, eine Adaption von Ingmar Bergmans Szenen einer Ehe), Mani Kaul (Nazar, eine Verfilmung von Dostojewskis Die Sanfte) und Mahesh Bhatt (Saatwan Asmaan) auf. 1994 schlug Kapur selbst als Regisseur mit Bandit Queen einen neuen Weg ein – weg vom einfachen Unterhaltungsfilm, hin zu ernsthaften Sujets und zum künstlerischen Film.
Auf der Grundlage der Biografie über Phoolan Devi von Mala Sen fiktionalisierte er in Bandit Queen das Leben der Banditin, die später Politikerin wurde, auf der Leinwand. Nach dem Film Phoolan Devi von Ashok Roy aus dem Jahre 1984 war Kapur der zweite, der Phooland Devis Geschichte in Szene setzte. Sie unterstützte das Projekt nicht; Kapur wurde unter anderem von der Schriftstellerin und Feministin Arundhati Roy für seinen „ausbeuterischen“ Umgang mit dem Stoff und seiner Ignoranz gegenüber Phoolan Devi heftig angefeindet. In Indien erlebte Bandit Queen, nicht zuletzt wegen einer frontalen Nacktszene der Hauptdarstellerin Seema Biswas, drastische Probleme mit der Zensur. Ungeachtet dessen wurde diese Filmbiografie der erste internationale Erfolg Kapurs.
Sein nächstes Werk wurde Elizabeth, eine historisch nicht ganz korrekte Verfilmung des frühen Lebens der gleichnamigen englischen Königin. Die Titelrolle in dem unter anderem achtfach oscarnominierten Film spielte Cate Blanchett.
Seine 2002 entstandene Literaturverfilmung Die vier Federn brachte ihm in der englischen Regenbogenpresse den Vorwurf ein, antibritisch zu sein.
Kapur koproduzierte gemeinsam mit Andrew Lloyd Webber das Musical Bombay Dreams mit Musik von A. R. Rahman, das seit 2002 am Londoner West End Theatre und zwei Jahre später am Broadway lief.
2006 gründete er mit Richard Branson und Virgin Group, dem Autor Deepak Chopra und den Unternehmern Sharad Devarajan, Suresh Seetharaman und Gotham Chopra die Entertainment-Gesellschaften Virgin Comics und Virgin Animation, die sich die Erschaffung neuer Geschichten und Charaktere für ein globales Publikum zum Ziel gesetzt haben.
Ein Jahr später wurde Kapurs Spielfilm Elizabeth – Das goldene Königreich (2007) veröffentlicht, woraufhin Titelheldin Cate Blanchett erneut für den Oscar nominiert wurde.
2010 wurde er in die Wettbewerbsjury der 63. Filmfestspiele von Cannes berufen.
Seine Mutter Sheel Kanta Kapur ist die Schwester der Anand-Brüder Chetan, Dev und Vijay. Kapur war von 1997 bis Februar 2007 mit der Sängerin und Schauspielerin Suchitra Krishnamurthy verheiratet.

## Auszeichnungen
Neben vier Filmfare Awards erhielt Shekhar Kapur einen National Board of Review Award und einen IIFA Award.
Im Jahr 2000 wurde er mit dem Padma Shri ausgezeichnet.
Der Asteroid (9141) Kapur wurde am 8. August 1998 nach ihm benannt.

## Filmografie

### Schauspieler
- 1974: Ishq Ishq Ishq
- 1975: Jaan Hazir Hai
- 1978: Pal Do Pal Ka Saath
- 1978: Toote Khilone
- 1979: Jeena Yahan
- 1980: Bhula Na Dena
- 1981: Agni Pareeksha
- 1982: Bindiya Chamkegi
- 1985: Khandaan (TV)
- 1988: Swayamsiddha (TV)
- 1988: Falak
- 1989: Gawahi
- 1989: Udaan (TV)
- 1989: Mahanagar (TV)
- 1990: Drishti
- 1991: Nazar
- 1992: Saatwan Asmaan
- 1994: Bandit Queen
- 1994: Tahqiqat (TV)
- 1998: Elizabeth

### Regisseur
- 1982: Masoom
- 1985: Joshilay (erst 1989 von anderer Hand vollendet)
- 1987: Mr. India
- 1992: Time Machine (unvollendet)
- 1994: Tahqiqat (Fernsehserie; eine Episode)
- 1994: Bandit Queen
- 1995: Dushmani: A Violent Love Story (einzelne Szenen)
- 1998: Elizabeth (Elizabeth)
- 2002: Die vier Federn (The Four Feathers)
- 2007: Elizabeth – Das goldene Königreich (Elizabeth: The Golden Age)
- 2009: Passage
- 2017: Will (Fernsehserie)
- 2022: What’s Love Got to Do with It?